# Johann Gabriel Doppelmayr
Johann Gabriel Doppelmayr (27 de septiembre de 1677 – 1 de diciembre de 1750) fue un matemático, astrónomo, y cartógrafo alemán. (Su apellido es también transcrito como Doppelmayer y Doppelmair)

## Semblanza

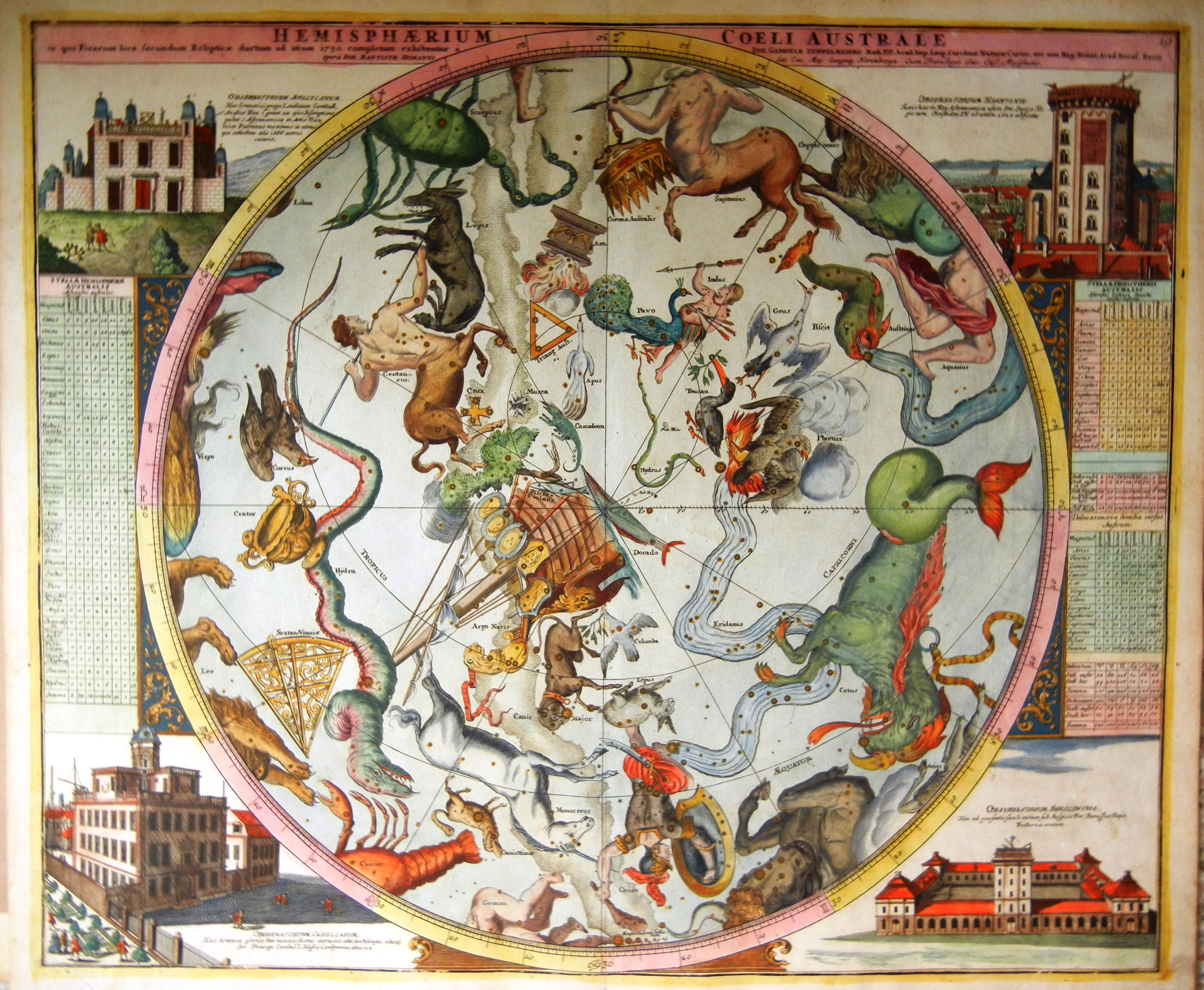
Mapa celestial de Doppelmayr. Hemisferio sur, publicado en Atlas Coelestis en quo Mundus Spectabilis..., decorado en las esquinas con vistas de los observatorios astronómicos de Greenwich, Copenhague, Cassel, y Berlín.

Doppelmayr nació en Núremberg, hijo del mercader Johann Siegmund Doppelmayr. Ingresó en el Aegidien-Gimnasyum (instituto) de Núremberg en 1689, y en la Universidad de Altdorf en 1696. Estudió matemáticas, física, y jurisprudencia. Posteriormente continuó su educación en Halle y se graduó en 1698 con un disertación sobre el Sol.
Durante su etapa de estudiante en la Universidad de Halle, aprendió también francés e italiano. Después de dejar sus estudios de leyes, dedicó dos años a viajar y completar su formación en Alemania, Holanda, e Inglaterra, con estancias en Utrecht, Leiden, Oxford y Londres, época en la que perfeccionó su dominio del francés y del italiano, aprendiendo además inglés. Continuó estudiando astronomía, aprendiendo a fabricar y pulimentar las lentes que utilizaba en sus propios telescopios.
Su carrera académica estuvo ligada a la docencia, desempeñando el trabajo de profesor de matemáticas en el Aegidien-Gymnasium desde 1704 hasta su muerte en 1750. No es conocido por haber realizado descubrimientos notables, pero publicó varios escritos de naturaleza científica. Sus trabajos abarcaron asuntos matemáticos y astronómicos, incluyendo relojes de sol, trigonometría esférica, mapas celestes y globos terráqueos. Uno de sus trabajos también incluía información biográfica útil sobre centenares de matemáticos y de fabricantes de instrumentos de Núremberg.
Doppelmayr desarrolló una estrecha relación con el fraile dominico y cartógrafo Johann Batist Homann, fundador de una empresa editorial cartográfica famosa. A comienzos de la década de 1700, Doppelmayr preparó numerosas láminas astronómicas que habían aparecido en los atlas de Homann, recopiladas y editadas en 1742 como el Atlas Coelestis en quo Mundus Spectabilis... Este atlas contenía 30 láminas, 20 de las cuales trataban temas astronómicos y su desarrollo histórico, incluyendo los sistemas cosmológicos de Copérnico y de Tycho Brahe, ilustraciones del movimiento planetario y del sistema solar, y un detalle de la superficie de la luna basado en los avances del telescopio. Las diez láminas restantes eran cartas de estrellas, incluyendo los hemisferios centrados en los polos ecuatoriales. Otras dos láminas eran hemisferios centrados en los polos de la eclíptica con una orientación externa (es decir, representando las estrellas como si fuesen vistas desde el exterior, al contrario que la perspectiva de un observador situado en la Tierra, que es la orientación preferida para los mapas celestiales modernos), presentando ilustraciones contemporáneas de los observatorios europeos visitados por el propio Doppelmayr durante sus viajes.
Doppelmayr se casó con Susanna Maria Kellner en 1716. Tuvieron cuatro hijos, de los que solo uno llegó a la edad adulta. Fue miembro de varias sociedades científicas, entre las que destacan la Academia de Berlín, la Royal Society en 1733, y la Academia de Ciencias de San Petersburgo en 1740.

## Eponimia
- El cráter lunar Doppelmayer recibió este nombre en su honor de manos de  Johann Hieronymus Schröter en 1791.
- El planeta menor 12622 Doppelmayr también lleva este nombre en su memoria.